# Раглицы (Шимский район)
Раглицы — деревня в Шимском районе Новгородской области, входит в Медведское сельское поселение. Постоянное население деревни — 28 человек (2007).
Деревня расположена на высоте 42 м над уровнем моря, к северо-западу от деревни Старый Медведь.

## История
Раглицы до августа 1927 года — деревня Медведской волости Новгородского уезда Новгородской губернии, затем, после упразднения Новгородской губернии, в составе Старомедведского сельсовета вновь образованного Медведского района Новгородского округа Ленинградской области. С ноября 1928 года Старомедведский сельсовет был упразднён, а деревня вошла в состав Медведского сельсовета. 30 июля 1930 года Новгородский округ был упразднён. В соответствие постановлению Президиума ВЦИК от 20 сентября 1931 г. Медведский район был упразднён и с сентября 1935 года по 31 января 1935 года в деревня в составе Медведского сельсовета Новгородского района Ленинградской области, а с 1 февраля 1935 года в составе Медведского сельсовета вновь образованного Шимского района Ленинградской области. Во время Великой Отечественной войны, с августа 1941 года по январь 1944 года деревня была оккупирована немецко-фашистскими войсками. С 30 июня 1944 года Шимский район в составе новообразованной Новгородской области.

## Население
Население деревни согласно "Исповедного Списка 2й Волости округа №5 пахотных солдат" от 27 февраля 1851 года —  264 человека (114 мужчины 150 женщин), из них:  от 1 до 13 лет: мужчин 38, женщин 46; от 14 до 65 лет: мужчин 72, женщин 100; от 66 до 76 лет: мужчин 4, женщин 4.
По переписи населения 1926 года — 360 человек. 
В 1940 году было 275 человек. На 1ое января 1942 года население 252 человека, из них: от 1 до 13 лет: мужчин 55, женщин 34; от 14 до 65 лет: мужчин 40, женщин 89; от 66 до 110 лет: мужчин 12, женщин 22.
| 1851 | 1916 | 1926 | 1939 | 1940 | 1942 | 2010 |
| ---- | ---- | ---- | ---- | ---- | ---- | ---- |
| 264  | 334  | 360  | 272  | 275  | 252  | 27   |

## Известные уроженцы
- Голубев, Иван Андреевич (1903—1967) — советский военачальник, полковник.